# Goux-les-Usiers
Pour les articles homonymes, voir Goux.
Ne doit pas être confondu avec Goux-lès-Dambelin ou Goux-sous-Landet.
Goux-les-Usiers est une ancienne commune française située dans le département du Doubs, en région Bourgogne-Franche-Comté. Depuis le 1er janvier 2024, elle fait partie de la commune nouvelle de Val-d'Usiers dont le chef-lieu est Bians-les-Usiers.

## Géographie

### Évolution du territoire
Le 1er janvier 2024, la commune de Val-d'Usiers est créée sous le régime de la commune nouvelle par fusion de Bians-les-Usiers, Goux-les-Usiers et Sombacour par arrêté préfectoral du 27 septembre 2023 complété par l'arrêté préfectoral du 15 décembre 2023.

## Urbanisme

### Typologie
Goux-les-Usiers est une commune rurale, car elle fait partie des communes peu ou très peu denses, au sens de la grille communale de densité de l'Insee,,,.
Elle appartient à l'unité urbaine de Goux-les-Usiers, une agglomération intra-départementale regroupant 3 communes et 2 047 habitants en 2017, dont elle est ville-centre,.
Par ailleurs la commune fait partie de l'aire d'attraction de Pontarlier, dont elle est une commune de la couronne. Cette aire, qui regroupe 56 communes, est catégorisée dans les aires de moins de 50 000 habitants,.

### Occupation des sols
L'occupation des sols de la commune, telle qu'elle ressort de la base de données européenne d’occupation biophysique des sols Corine Land Cover (CLC), est marquée par l'importance des territoires agricoles (68 % en 2018), en augmentation par rapport à 1990 (65,1 %). La répartition détaillée en 2018 est la suivante : 
forêts (28,6 %), zones agricoles hétérogènes (24 %), prairies (22,9 %), terres arables (21,1 %), zones urbanisées (3,4 %). L'évolution de l’occupation des sols de la commune et de ses infrastructures peut être observée sur les différentes représentations cartographiques du territoire : la carte de Cassini (XVIIIe siècle), la carte d'état-major (1820-1866) et les cartes ou photos aériennes de l'IGN pour la période actuelle (1950 à aujourd'hui).

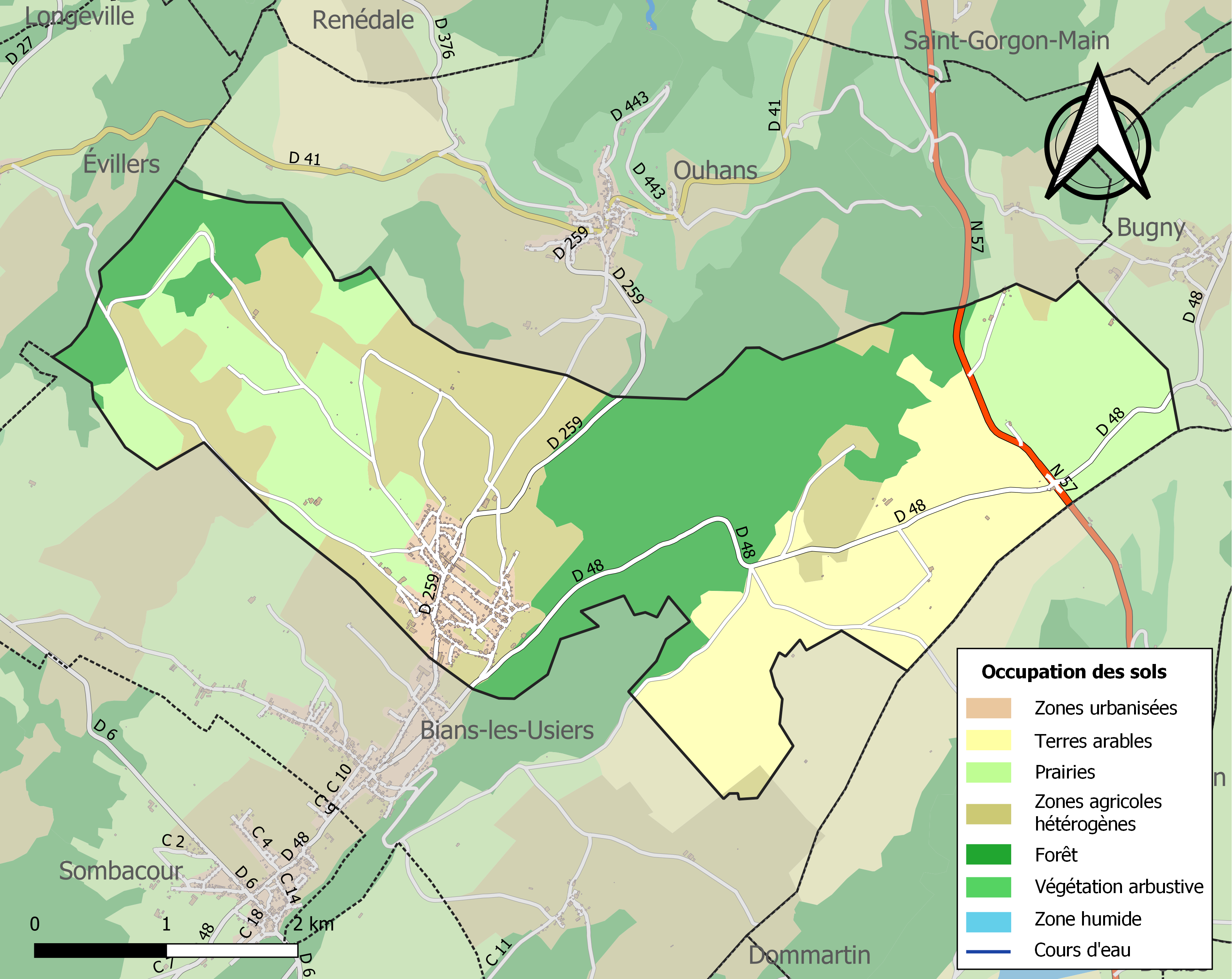
Carte des infrastructures et de l'occupation des sols de la commune en 2018 (CLC).

## Toponymie

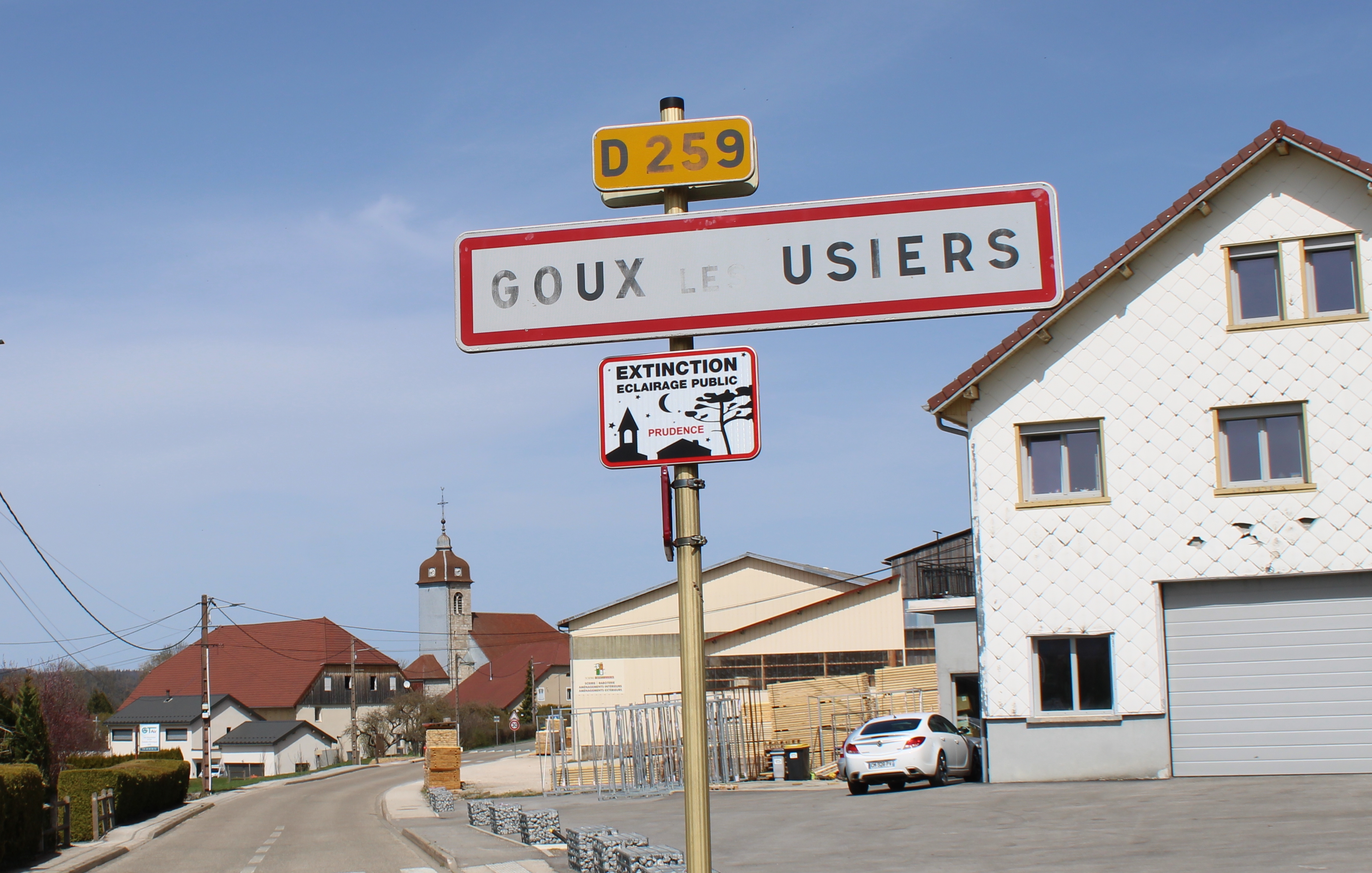
Entrée de la commune.

Gouz en 1279 ; Goulz au val d'Usier en 1392.
Le toponyme Goux, signifie « Goths », Goti en latin, qui désigne une colonie du peuple germain.

## Histoire

Blason de la maison d'Usie.

Le Val d'Usie, constitué de Goux-les-Usiers, Bians-les-Usiers et Sombacour, dépend de l'abbaye territoriale de Saint-Maurice d'Agaune qui le remet en fief en 941 à Albéric seigneur de Salins-les-Bains. Pendant deux siècles, ce grand fief vivra paisiblement jusqu'à ce que Frédéric Barberousse, Empereur romain germanique, en retire la charge aux seigneurs de Salins pour le remettre entre les mains des sires de Joux (Landri de Joux, vivant à la fin du XIe siècle, s'intitule seigneur de Joux et d'Usie) avec la plaine de la « Chaux-d'Arlier » (qui s'étend du Val du Sauget jusqu'à celui de Mièges) et le cens de Pontarlier (cette redevance symbolisant la « garde » de la ville). Cette région passée aux mains des sires de Joux devait connaître une ère de prospérité. Le château qui commande le Val existe de façon formel depuis avant 1199, déjà en 1107 l'archevêque Ponce unit au prieuré de Mouthier-Haute-Pierre « l'autel d'Usie », et non loin de la place-forte existe une métairie nommée « grangia de Usies » propriété de l'abbaye de Mont-Sainte-Marie ; au pied du château va très vite s'élever le village de Sombacour puis ceux de Goux et de Bians. Plus tard, la seigneurie passe à la maison de Rougemont (Guillaume Ier de Rougemont épousera Jeanne d'Usie au XIVe siècle), puis à celle d'Asuel, avant que Louis XI ne l'offre en 1480 à Philippe de Hochberg en récompense de ses services dans les seigneuries de Pontarlier, de Joux et d'Usie. Au début du XVIe siècle, Pierre du Vergier, écuyer, épouse Gauthière d'Asuel et par ce fait réclame les droits de sa femme sur les terres d'Usie. Il plaide sa cause devant le parlement de Dole qui déboute Louis Ier d'Orléans époux de Jeanne de Hochberg. En 1518 le fief est repris par Philibert de Chalon qui s'en défait en 1559 au profit de Gérard de Watteville.
Dans sa Description de la Franche-Comté, Gilbert Cousin rapporte un fait amusant sur les habitants des Usiers: de nature spirituels, ils étaient connus pour leur esprit facétieux, leurs bons mots et bons tours, ceux ci étaient connus et cités dans la franche-comté de l'époque.
Au 1er janvier 2024, la fusion des communes de Bians-les-Usiers, Goux-les-Usiers et Sombacour a créé la commune nouvelle de Val d'Usiers. Son chef-lieu est Bians-les-Usiers,.

## Politique et administration

### Liste des maires

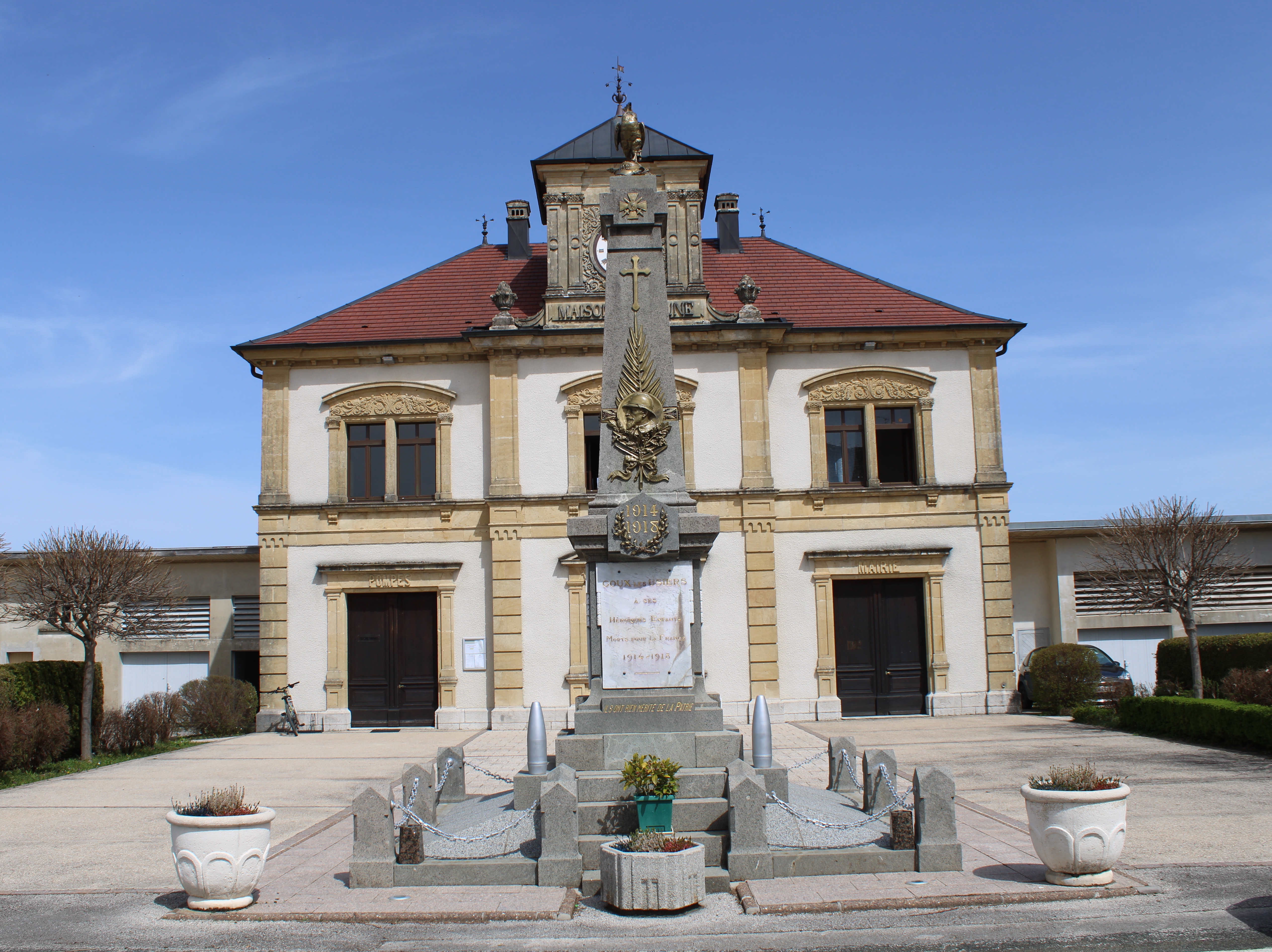
Le monument aux morts devant la mairie.

| Période                                  | Période          | Identité                                       | Étiquette | Qualité |
| ---------------------------------------- | ---------------- | ---------------------------------------------- | --------- | ------- |
| 2008                                     | 31 décembre 2023 | Éric Bourgeois, Réélu pour le mandat 2020-2026 | DVD       | Cadre   |
| Les données manquantes sont à compléter. |                  |                                                |           |         |

### Liste des maires délégués
| Période      | Période  | Identité | Étiquette | Qualité |
| ------------ | -------- | -------- | --------- | ------- |
| janvier 2024 | En cours |          |           |         |

## Démographie
L'évolution du nombre d'habitants est connue à travers les recensements de la population effectués dans la commune depuis 1793. Pour les communes de moins de 10 000 habitants, une enquête de recensement portant sur toute la population est réalisée tous les cinq ans, les populations de référence des années intermédiaires étant quant à elles estimées par interpolation ou extrapolation. Pour la commune, le premier recensement exhaustif entrant dans le cadre du nouveau dispositif a été réalisé en 2005.

En 2021, la commune comptait 791 habitants, en évolution de +9,56 % par rapport à 2015 (Doubs : +1,88 %, France hors Mayotte : +2,11 %).
| 1793 | 1800 | 1806 | 1821 | 1831 | 1836 | 1841 | 1846 | 1851 |
| ---- | ---- | ---- | ---- | ---- | ---- | ---- | ---- | ---- |
| 438  | 465  | 489  | 522  | 553  | 628  | 745  | 774  | 815  |

| 1856 | 1861 | 1866 | 1872 | 1876 | 1881 | 1886 | 1891 | 1896 |
| ---- | ---- | ---- | ---- | ---- | ---- | ---- | ---- | ---- |
| 762  | 764  | 816  | 744  | 720  | 726  | 687  | 648  | 620  |

| 1901 | 1906 | 1911 | 1921 | 1926 | 1931 | 1936 | 1946 | 1954 |
| ---- | ---- | ---- | ---- | ---- | ---- | ---- | ---- | ---- |
| 617  | 569  | 572  | 534  | 547  | 559  | 561  | 495  | 531  |

| 1962 | 1968 | 1975 | 1982 | 1990 | 1999 | 2005 | 2006 | 2010 |
| ---- | ---- | ---- | ---- | ---- | ---- | ---- | ---- | ---- |
| 521  | 532  | 560  | 574  | 565  | 541  | 615  | 637  | 699  |

| 2015 | 2020 | 2021 | - | - | - | - | - | - |
| ---- | ---- | ---- | - | - | - | - | - | - |
| 722  | 781  | 791  | - | - | - | - | - | - |

## Culture locale et patrimoine

### Lieux et monuments
Goux-les-Usiers  possède plusieurs monuments :
- l'église Saint-Valère de Goux-les-Usiers, possède un important ensemble de boiseries du XVIIIe siècle. Elle a été classée monument historique en 1992 ;
- la chapelle Notre-Dame-de-Pitié recensée dans la base Mérimée lors du récolement de 1975[23] ;
- la croix de la chapelle de Goux-les-Usiers est inscrite aux monuments historiques en 1989 ;
- la mairie-école de Goux-les-Usiers est inscrite aux monuments historiques en 2005 ;
- le château de Goux-les-Usiers ;
- l'oratoire.

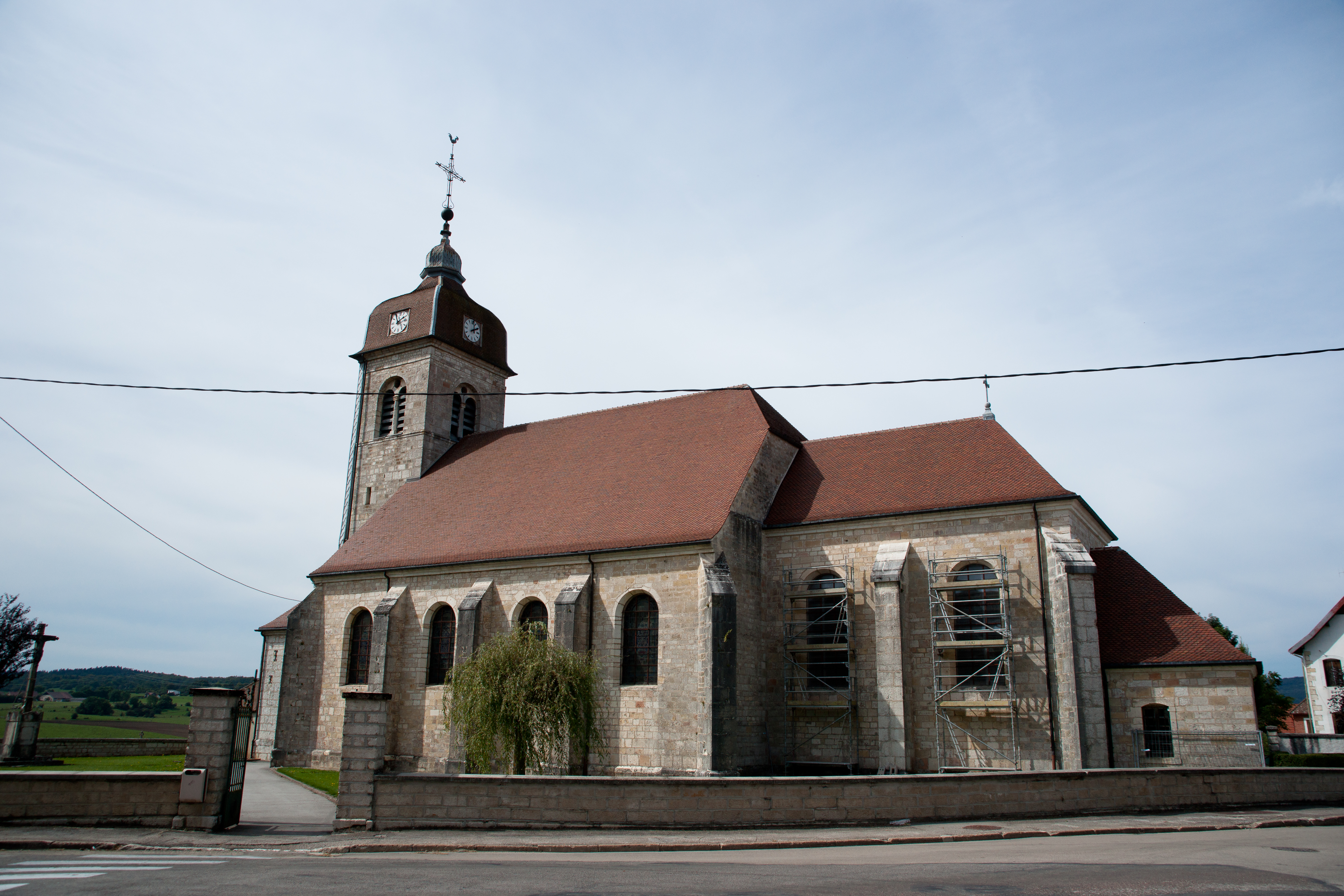
L'église Saint-Valère.
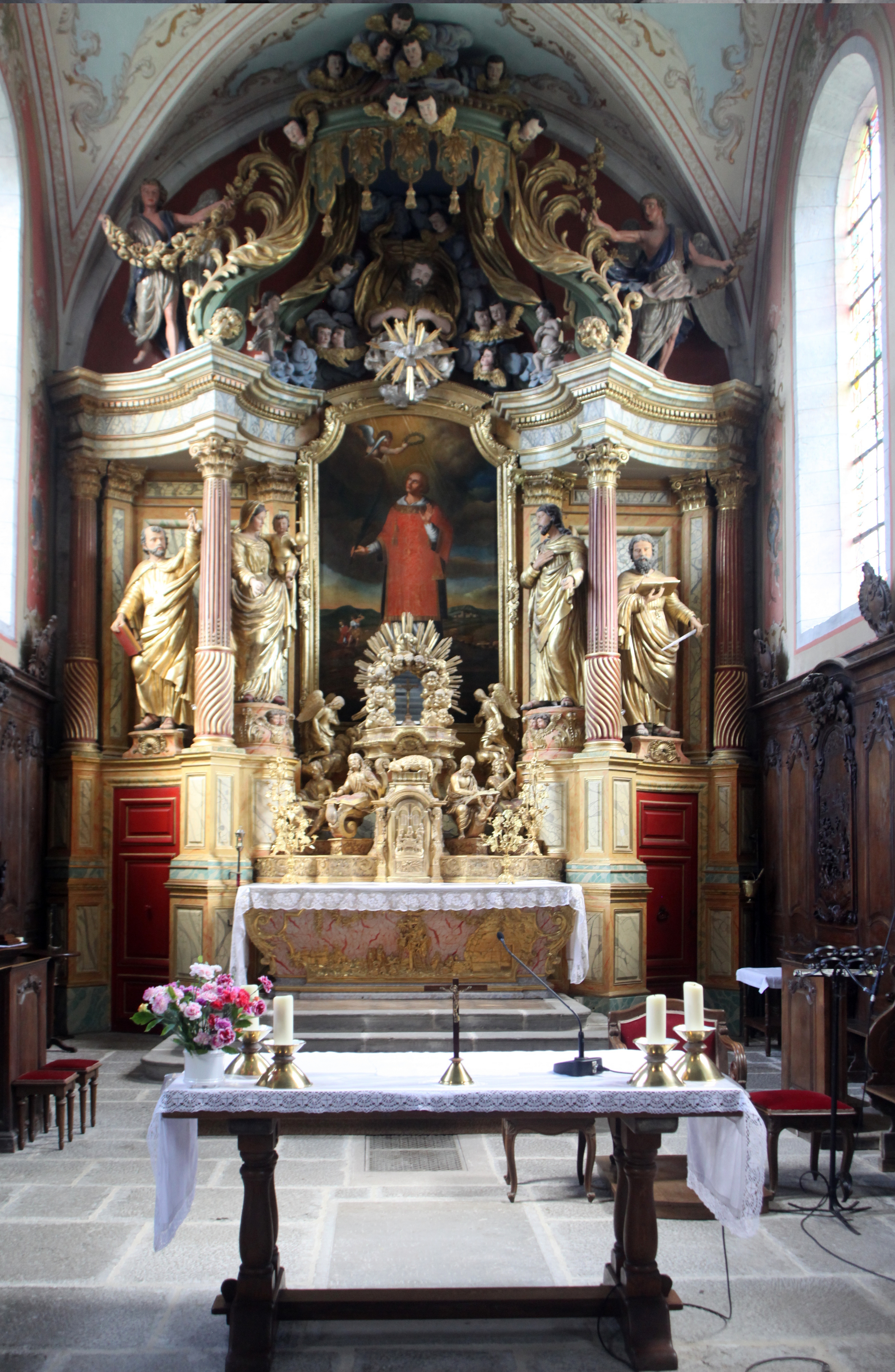
Intérieur de l´église.
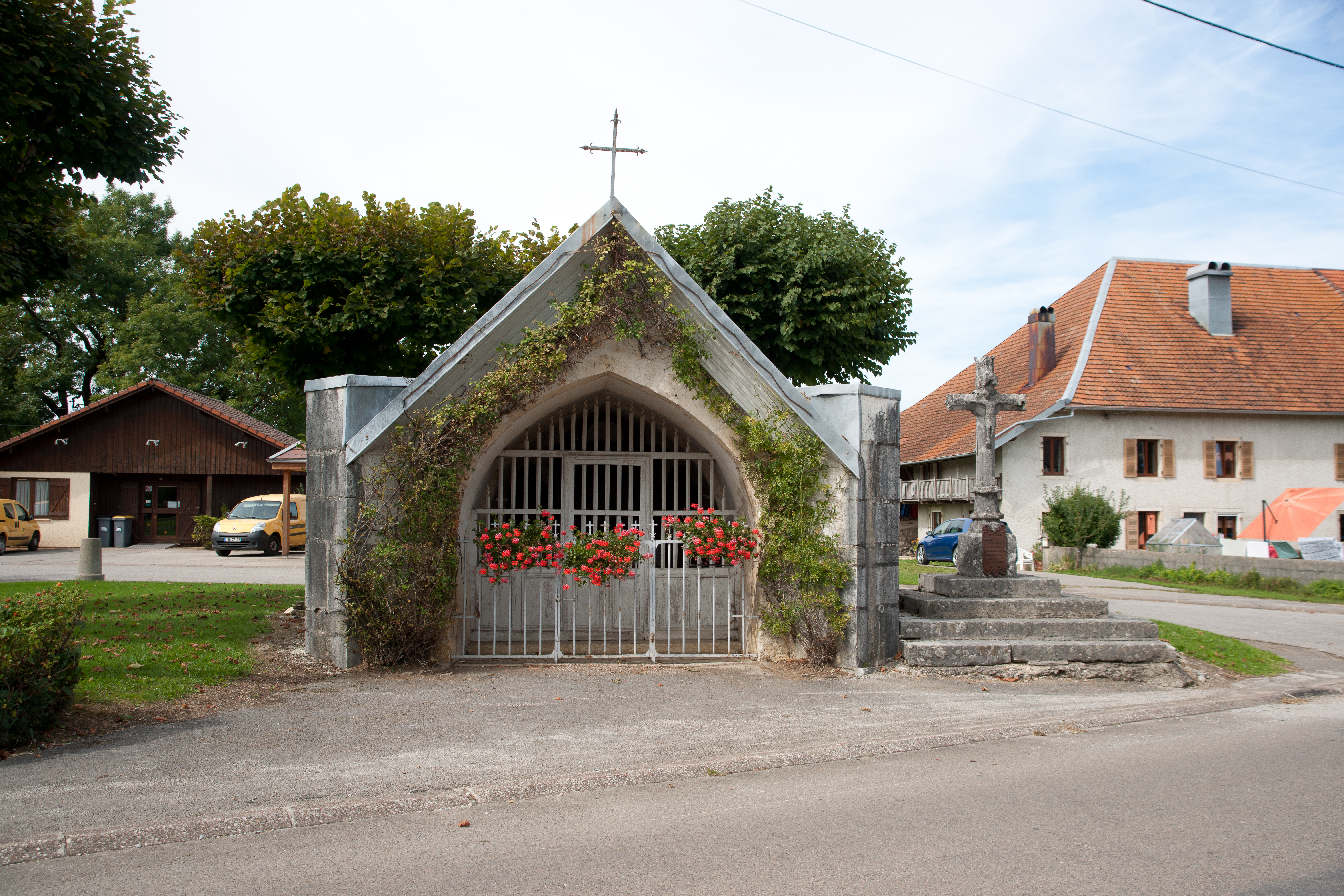
La chapelle Notre-Dame-de-Pitié
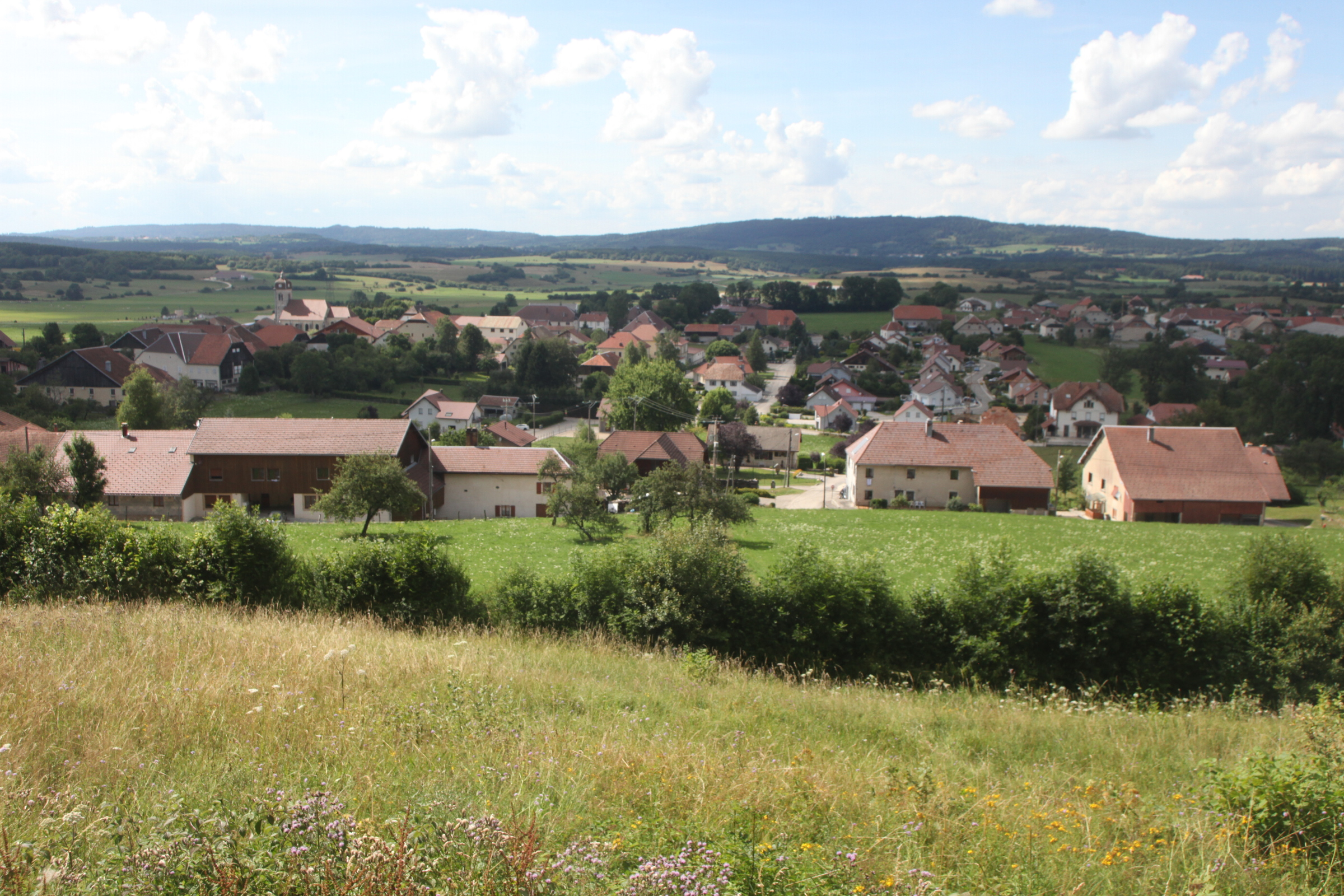
Vue générale.
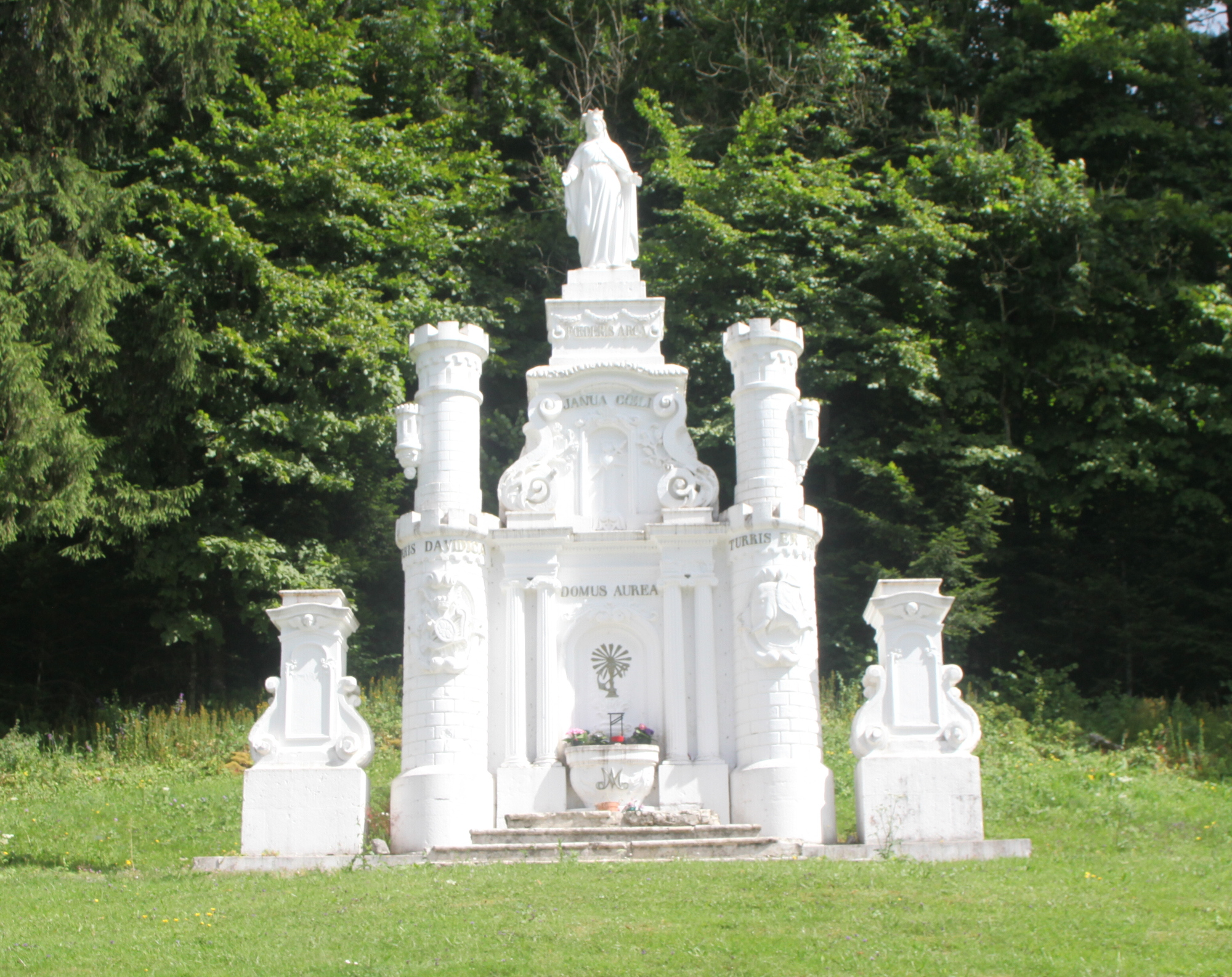
Oratoire.

### Personnalités liées à la commune
- Valère Renaud ou Regnault ou Regnauld, jésuite et professeur de philosophie à l'Université de Dole où il mourut en 1623.
- Augustin Fauconnet, sculpteur né à Lièvremont en 1701, mort à Goux-les-Usiers en 1770.
- Robert Fernier, artiste-peintre.
- Antoine-Gervais Girard (1752-1822), humaniste né à Goux-les-Usiers.
- André Jourdain (1935-2019), homme politique, Sénateur, Président du Conseil général du Jura.
- Mickaël Isabey, joueur au Football Club Sochaux-Montbéliard.

### Héraldique
| Blason de Goux-les-Usiers | Blason  | Parti : au 1er de gueules à l'épée basse d'argent, au 2d d'argent au sapin au naturel ; au chef d'azur semé de billettes d'or, au lion issant du même. |
| Blason de Goux-les-Usiers | Détails | Adopté par la municipalité. |